# 貝圖島
貝圖島（Île de Bétou）是西非的島嶼，位於剛果共和國和剛果民主共和國接壤的邊壤，是烏班吉河上最大型的島嶼之一，該島長度約20公里。